# Бежанка
Бежанка — река в Лужском районе Ленинградской области России, правый приток среднего течения Луги. Длина реки — 2 км.
Название реки «Бежанка» происходит от названия деревни «Бежаны».
Течёт по глубокому обрыву[прояснить], впадает в реку Лугу справа на 162 км от устья. Высота истока свыше 65 м над уровнем моря. Высота устья — 30 м над уровнем моря. Недалеко от устья протекает по юго-восточной окраине деревни Бежаны.
Река течёт по смешанному лесу, её истоки труднодоступны, они находятся в болотах к северу от Бежан. Река протекает к западу от болота Пантелеев Мох. В среднем течении река формирует глубокое русло и долину с высокими террасами. В нижнем течении Бежанка проходит по еловому лесу, петляет, близ устья попадаются камыши. В водах реки выявлены культуры железо- и марганецокисляющих бактерий.